# 黄鳴
黄 鳴（おう めい、ホァン・ミン、1958年3月10日 - ）は、中華人民共和国の技術者、実業家。

## 経歴・人物
- 江蘇省泰興市出身。
- 1982年、中国石油大学機械設計系卒業。同年、山東省徳州市にある德州石油採掘研究所に就職。
- 1996年、徳州市で皇明太陽能集団有限公司創業。[1]
- 2000年、世界太陽エネルギー学会会員。
- 2003年、第10回全国人民代表大会において、ただ一人の再生可能エネルギー事業者として中国再生可能エネルギー法を提案、2005年の同法成立に寄与した。
- 2011年、ライト・ライブリフッド賞を中国人として初めて受賞した。
- 現在、皇明太陽能集団有限公司董事長、中国再生可能エネルギー協会副理事長。[2][3][4]